# Arnold W. Bunch

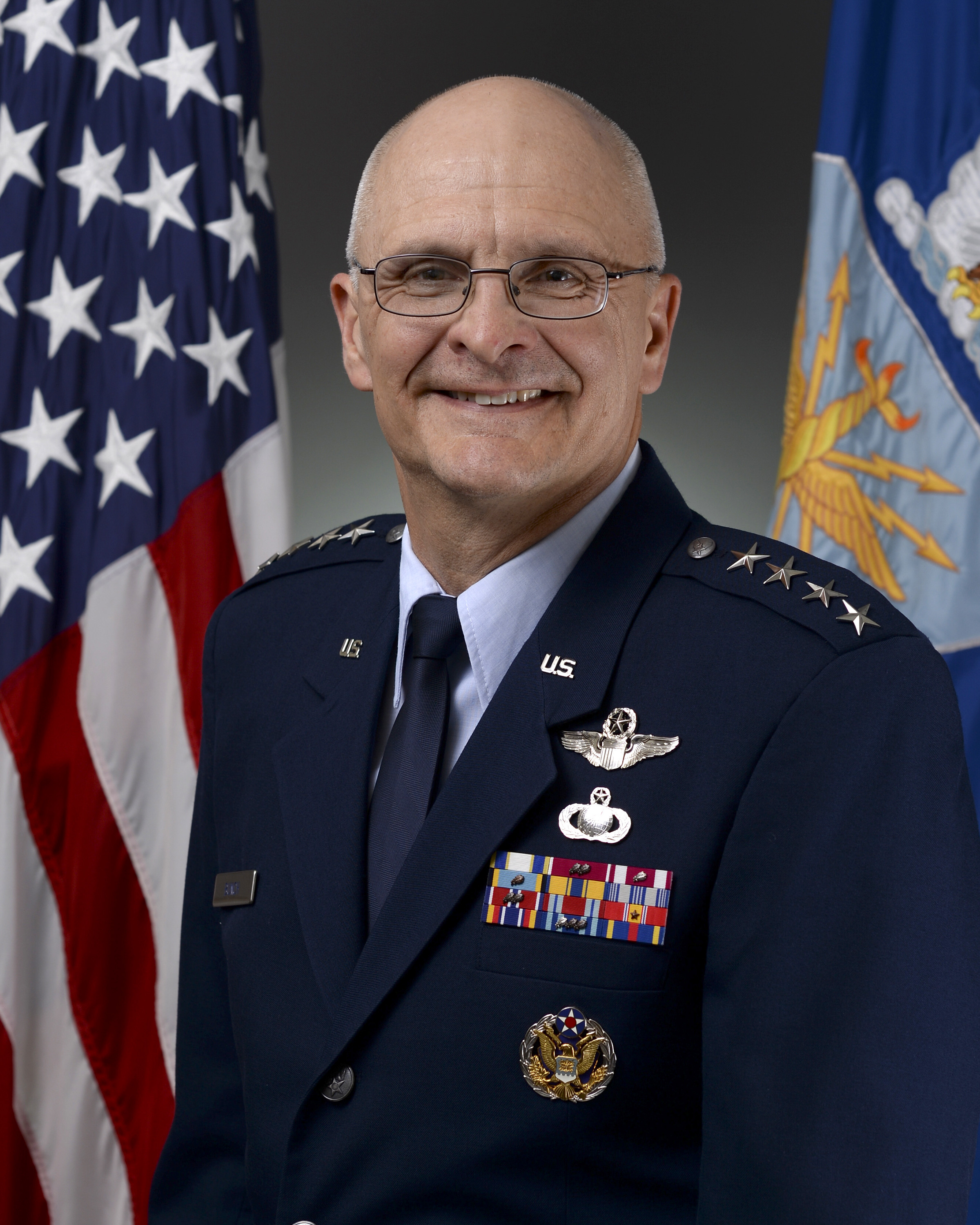
Arnold W. Bunch Jr. (2019)

Arnold Webster Bunch Jr. (* 8. April 1962 in Morristown, Hamblen County, Tennessee) ist ein pensionierter General der United States Air Force. Er war unter anderem Kommandeur des Air Force Materiel Commands.

## Werdegang
Im Jahr 1984 absolvierte er die United States Air Force Academy in Colorado Springs. Nach seiner Graduation wurde er als Leutnant in das Offizierskorps der Air Force aufgenommen. In der Folge durchlief er alle Offiziersgrade vom Leutnant bis zum Vier-Sterne-General.
Im Lauf seiner militärischen Karriere absolvierte er verschiedene Kurse und Schulungen. Dazu gehörten unter anderem eine Ausbildung zum Kampfpiloten und weitere Fortbildungskurse als Pilot neuer Flugzeugtypen; die Squadron Officer School auf der Maxwell Air Force Base in Alabama; das Command and General Staff College der United States Army in Fort Leavenworth in Kansas und das National War College in Fort Lesley J. McNair in Washington, D.C. Außerdem erhielt er einen akademischen Grad von der California State University, Fresno.
In seinen frühen Jahren als Offizier der Luftwaffe war er an verschiedenen Stützpunkten in den Vereinigten Staaten stationiert. Dabei war er als Pilot, Flugausbilder oder Stabsoffizier bei unterschiedlichen Einheiten tätig. Dazwischen absolvierte er die erwähnten Schulungen. Zwischen Januar 2006 und Mai 2008 kommandierte er als Oberst auf der Edwards Air Force Base in Kalifornien das 412. Erprobungsgeschwader (412th Test Wing). Es folgte eine Versetzung zur Eglin Air Force Base in Florida, wo er zwischen Juni 2008 und März 2010 stellvertretender Kommandeur des Air Armament Centers war.
Anschließend war er bis zum Juni 2011 auf der Wright-Patterson Air Force Base in Ohio stationiert. Dort war er Stabsoffizier beim Aeronautical Systems Center. Danach leitete er bis Juni 2012, ebenfalls auf der Wright-Patterson AFB, den Air Force Security Assistance Center. Danach kehrte er zur Edwards AFB in Kalifornien zurück, wo er zwischen Juni 2012 und Juni 2015 das Air Force Test Center kommandierte. Es folgte eine Versetzung zum Stab des Hauptquartiers der Luftwaffe, wo Arnold Bunch bis Mai 2019 in der Stabsabteilung für Beschaffung tätig war.
Daran schloss sich eine Rückkehr zur Wright-Patterson AFB an. Dort übernahm er im Mai 2019 den Oberbefehl über das Air Force Materiel Command. Dieses Kommando bekleidete er bis zum Jahr 2022 als Duke Z. Richardson seine Nachfolge antrat. Anschließend schied er aus dem aktiven Militärdienst aus.
Während seiner aktiven Zeit als Militärpilot absolvierte er über 2500 Flugstunden auf verschiedenen Flugzeugtypen.
Nach seiner Pensionierung wurde Arnold Bunch Leiter (director) des Schulsystems im Hamblem County in Tennessee, wo er auch aufgewachsen war.

## Daten der Beförderungen
| Abzeichen | Rang               | Jahr              |
| --------- | ------------------ | ----------------- |
|           | Second Lieutenant  | 30. Mai 1984      |
|           | First Lieutenant   | 30. Mai 1986      |
|           | Captain            | 30. Mai 1988      |
|           | Major              | 1. Dezember 1995  |
|           | Lieutenant Colonel | 1. September 1998 |
|           | Colonel            | 1. Juni 2004      |
|           | Brigadier General  | 7. Mai 2010       |
|           | Major General      | 23. August 2013   |
|           | Lieutenant General | 24. Juni 2015     |
|           | General            | 31. Mai 2019      |

## Orden und Auszeichnungen
Arnold Bunch erhielt im Lauf seiner militärischen Laufbahn unter anderem folgende Auszeichnungen:
- Air Force Distinguished Service Medal
- Defense Superior Service Medal
- Legion of Merit
- Meritorious Service Medal
- Aerial Achievement Medal
- Air Force Commendation Medal
- Air Force Achievement Medal
- Air Force Organizational Excellence Award
- Combat Readiness Medal
- National Defense Service Medal
- Global War on Terrorism Service Medal
- Air Force Longevity Service Award